# Hotel de gelo de Jukkasjärvi

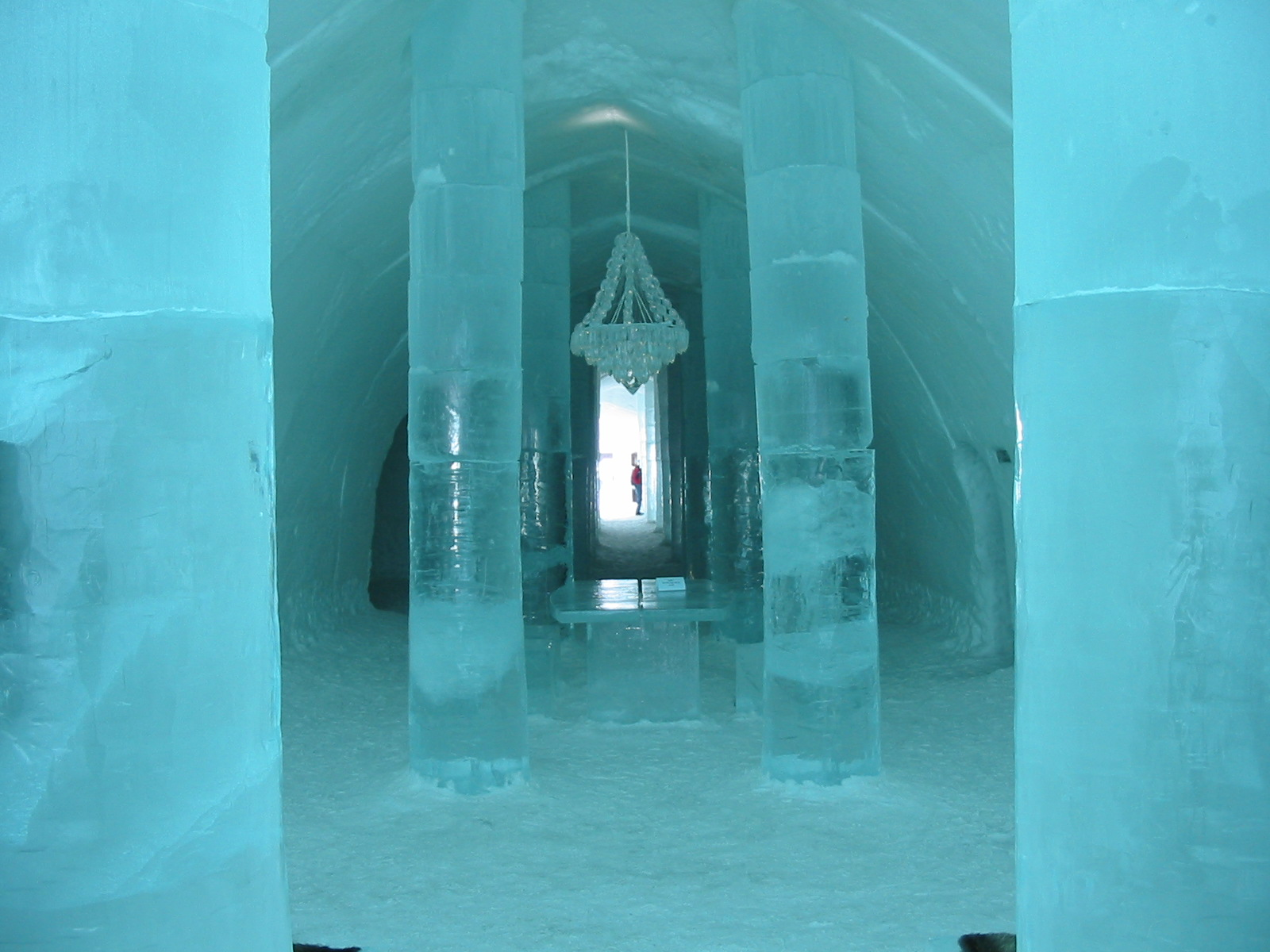
Interior do hotel de gelo de Jukkasjärvi.

O Hotel de gelo de Jukkasjärvi (em sueco:  Ishotellet i Jukkasjärvi; também conhecido como ICEHOTEL) existe anualmente entre dezembro e abril, na localidade sueca de Jukkasjärvi, 20 km a norte do Círculo Polar Ártico. Está localizado a cerca de 15 km da cidade de Kiruna. Foi inaugurado em 1989, sendo então o primeiro hotel de gelo do mundo. É construído com gelo do rio Rio Torne.
Em 1989, artistas de gelo japoneses visitaram a área e criaram uma exibição de arte no gelo. Na primavera de 1990, o artista francês Jannot Derid também aí expôs, num iglu cilíndrico. Certa noite, não havia quartos [de hotel] disponíveis na cidade, então alguns dos visitantes pediram permissão para passar a noite na sala de exposição. Eles dormiram em sacos de dormir sobre peles de rena - os primeiros convidados do "hotel"
O hotel é feito inteiramente de neve e blocos de gelo do rio Torne; até os copos do bar são feitos de gelo. A cada primavera, em meados de março, o hotel de gelo faz a recolha de gelo do rio Torne que ainda está gelado para um armazém com mais de 100 000 toneladas de gelo e 30 000 de neve. O gelo é usado para criar o aspecto e desenho do icebar (em inglês: bar de gelo) e copos de gelo, para as aulas de escultura no gelo, eventos e mostra de novos produtos em volta do mundo enquanto que a neve é utlizada para construir a estrutura forte. Cerca de 1 000 toneladas dessas sobras é utilizado na construção da nova edição do ice hotel.
Durante os últimos 24 anos o "ICEHOTEL" tem aceitado a colaboração de artistas de todo o mundo para decorar as mais famosas decorações de suítes de hotel do mundo. Em 2013 havia mais de 200 colaborações realizada por uma grande variedade de artistas para construir e decorar uma suíte. Estes incluem artistas das mais diversas formações, incluindo teatro e fotografia para projetar o interior. A cada ano cerca de 15 projetos são aceitos para que em Novembro possam construir a suíte.

## Galeria

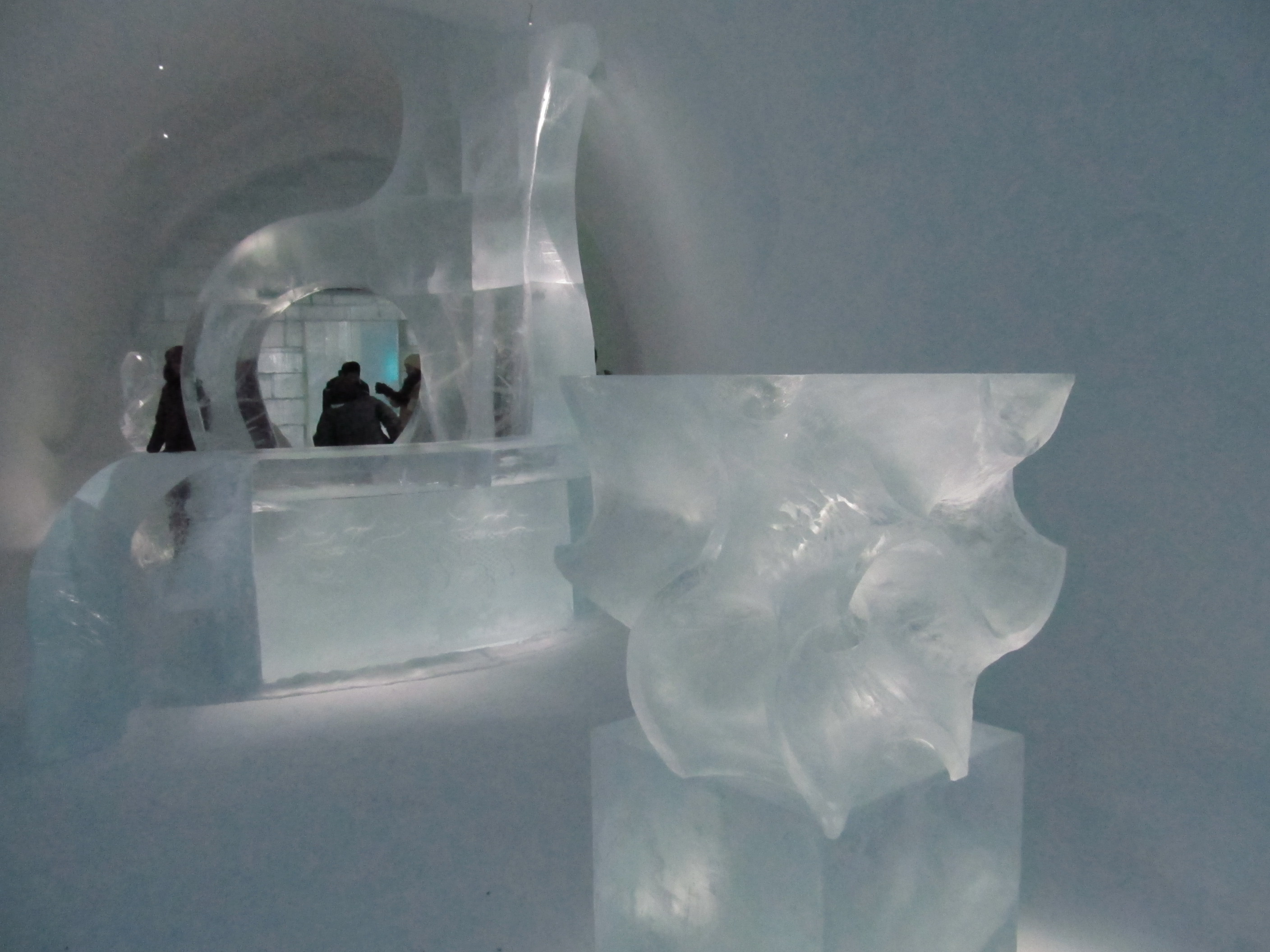
Receção
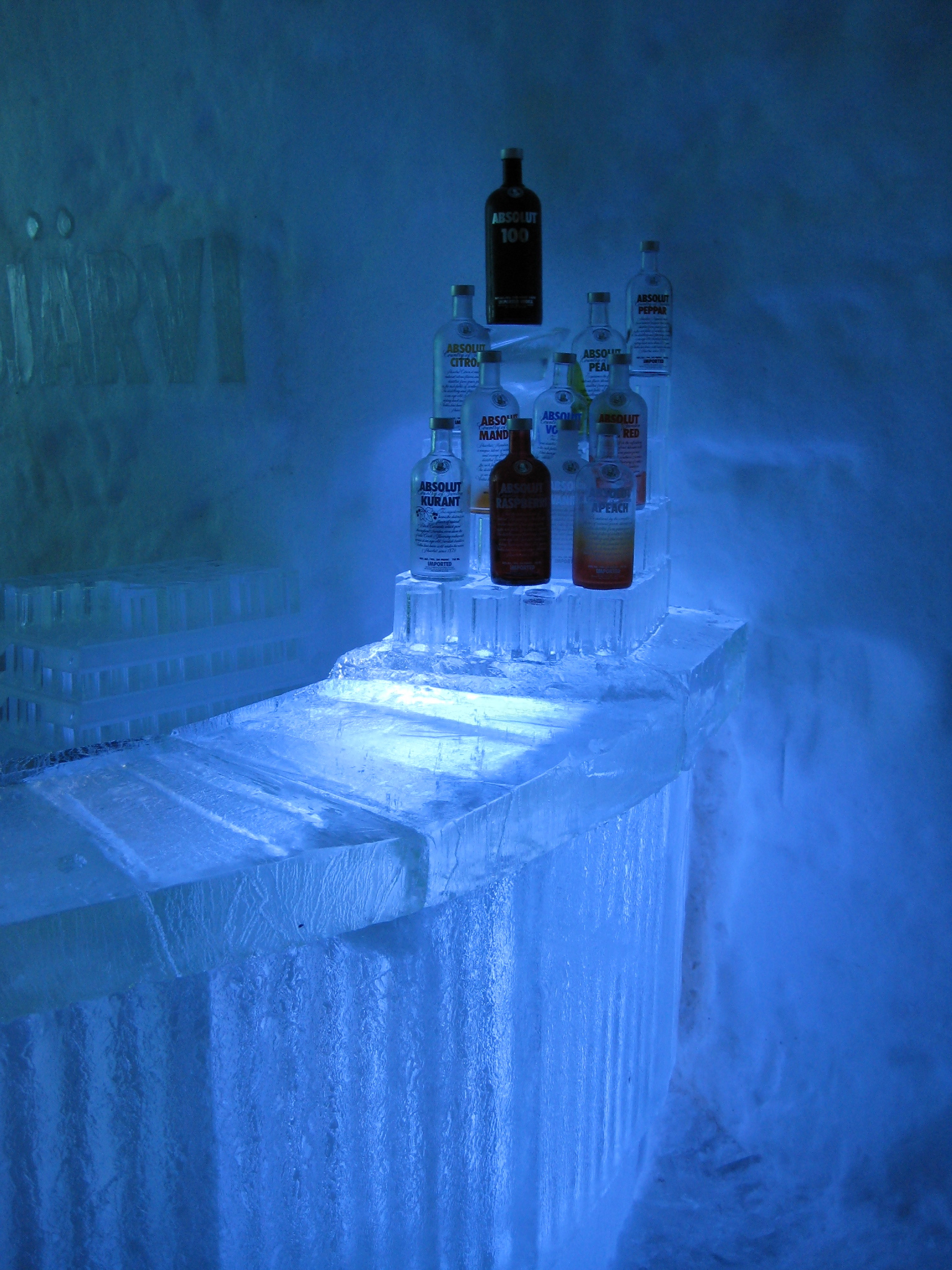
Bar
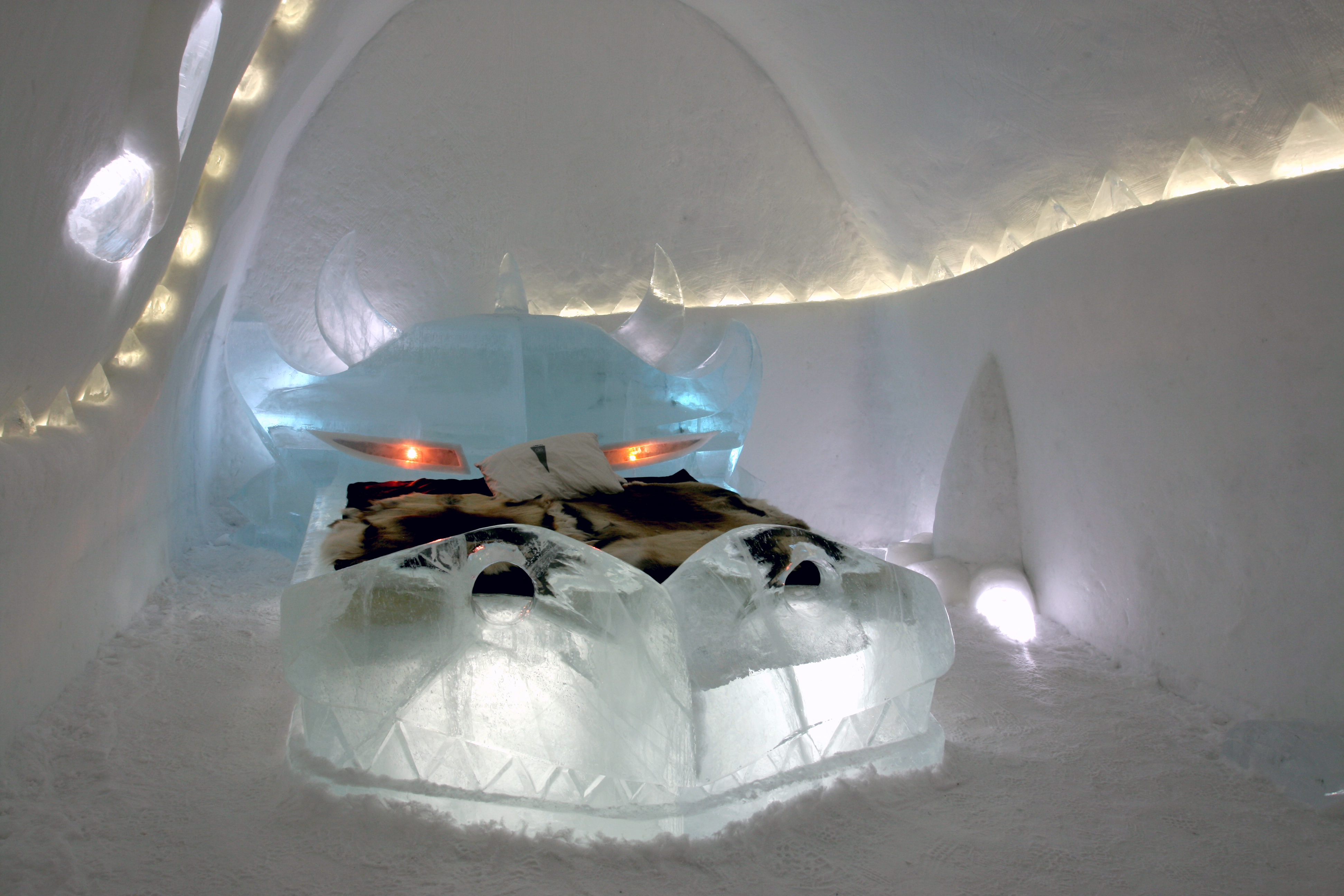
Quarto